# Arracacia tolucensis
Arracacia tolucensis es una especie de planta herbácea de la familia de las apiáceas. Es originaria de México

## Descripción
Es una planta herbácea perennifolia, erecta, ramificada, poco pubescente que alcanza un tamaño de 1 a 3 m de alto. Es tallo es hueco y estriado longitudinalmente. Las hojas son alternas, de 30 a 75 cm de largo, con peciolos envainantes en la base, las hojas basales son compuestas, 3 a 4 veces pinnadas, (raramente 2 veces pinnadas) pero los foliolos pinnatisectos (es decir, tan profundamente divididos que los segmentos resultantes alcanzan el nervio medio), los segmentos de los foliolos son lanceolados a filiformes, de 2 a 8 cm de largo, margen entero o aserrado, ápice (y los dientes del margen cuando existen) puntiagudo; las hojas sobre el tallo son más reducidas que las basales, las del extremo superior suelen ser opuestas, sin vaina y simples. La inflorescencia en forma de umbelas compuestas por 6 a 25 umbélulas (pequeñas umbelas), con escasos pelos; sobre pedúnculos de 3 a 20 cm de largo que salen en verticilos a diferentes alturas de la planta; en el ápice del pedúnculo generalmente no se presentan brácteas (es decir, sin involucro); los pedicelos que sostienen a las umbélulas (llamados radios) son ascendentes y algo desiguales, de 1 a 4 cm de largo, un poco unidos en la base; los pedicelos que sostienen a las flores son numerosos, de 2 a 5 mm de largo.
Las flores son pequeñas, de simetría radial, hermafroditas (con ambos sexos), amarillas; cáliz diminuto, unido al ovario, con los dientes pequeños o inconspicuos; con cinco pétalos libres, ovados, el ápice largo y curvado hacia el centro de la flor; estambres 5, alternados con los pétalos; ovario ínfero. 
El fruto es un esquizocarpio (un fruto indehiscente) ovoide-oblongo, de 6 a 8 mm de largo por 3 a 4 mm de ancho, comprimido lateralmente, sin pelos, formado por 2 mericarpos (es decir cada una de las partes separables de un fruto) cada uno con una semilla, unidos entre sí por su cara ventral o comisural, en la madurez se separan y quedan por un tiempo sostenidos por un filamento llamado carpóforo que está hendido hasta la base, cada mericarpo tiene en su parte dorsal 5 costillas prominentes, agudas.

## Distribución
Es nativa de México, se ha registrado de Nuevo León a Durango e Hidalgo y Oaxaca.

## Hábitat
Se encuentra en terrenos salobres, en encinar arbustivo, en sitios perturbados, entre piedras y rocas, a orillas de parcelas. Matorral xerófilo, zacatal, bosque de Juniperus en alturas de  2250 a los 2950 metros en el Valle de México.

## Taxonomía
Arracacia tolucensis fue descrita por (Kunth) Hemsl. y publicado en Biologia Centrali-Americana; . . . Botany 1(6): 564. 1880.
Sinonimia
- Cnidium tolucense Spreng.
- Ligusticum tolucense Kunth	basónimo
- Pleurospermum toluccense D.Dietr.
- Velaea toluccensis (Kunth) DC.[3]